# Rynek w Żywcu
Rynek w Żywcu – średniowieczny plac znajdujący się w Żywcu, wytyczony prawdopodobnie w pierwszej połowie XV w.

## Historia

### Początki istnienia
Początków istnienia Rynku w Żywcu należy doszukiwać się najprawdopodobniej w pierwszej połowie XV wieku, kiedy to część ludności nękanego ustawicznymi wylewami rzeki Soły Starego Żywca zaczęła przenosić się na tereny u stóp góry Grojec, około dwa kilometry w kierunku południowym od dawnego miejsca zamieszkania. Nowe miasto lokowano na surowym korzeniu i wytyczono charakterystyczny dla miast lokacyjnych regularny, czworoboczny rynek. W południowej pierzei placu założono cmentarz, zbudowano drewnianą dzwonnicę oraz kościół , który był pierwszą kamienną budowlą w okolicach żywieckiego placu. W połowie XV wieku wokół istniała już stosunkowa zwarta, regularna zabudowa, od zewnątrz odgrodzona płotami.

### XVI-XVII wiek
Początkowo liche, drewniane budynki z czasem nabierały coraz solidniejszego charakteru. Właściciele Żywca nadawali niekiedy monopole, z których dochód mieszkańcy domostw mieli przeznaczać na remont i rozbudowę – tak na przykład w 1537 r. Komorowscy, wystawiając przywilej na wyszynk, zastrzegli, że 

mieszczanie nasi za tę łaskę, którą my im czynimy (...) powinni domy swe poprawiać, a znowu wystawiać a budować, tak w rynku, jako i w ulicach, a który by tak nie czynił, tedy mu piwa warzyć nebo szynkować zabroniono być ma.

 Pierwsze potwierdzone źródłowo domy kamienne przy Rynku to kamienice Kantorowska oraz Rymarzowska, które powstały zapewne w II poł. XVI/ I poł. XVII wieku. Na przełomie XV i XVI wieku Żywiec był centrum wymiany znajdującym się na przecięciu szlaków handlowych w kierunku Orawy, Moraw, Bielska i Krakowa. Handel skupiał się na Rynku, a w celu jego ułatwienia miasto otrzymywało liczne przywileje oraz pozwolenia na jarmarki. Pierwsze dwa jarmarki ustanowiono w Żywcu w 1518 roku z woli Zygmunta Starego. Dalsze przywileje jarmarczne nadawali Żywcowi Stefan Batory oraz Jan Kazimierz – łącznie na Rynku żywieckim odbywało się około 12 jarmarków rocznie. Od początku XVIII wieku na Rynku zaczęto przeprowadzać egzekucje skazanych przestępców, co wcześniej miało miejsce poza obrębem miasta.

### XVIII-XIX wiek
Okres prosperity i rozbudowy otoczenia Rynku trwał mniej więcej do początku XVIII wieku. W 1708 r. właściciel Żywca, Franciszek Wielopolski, anulował przywilej wyszynku, co wraz z uciskiem fiskalnym doprowadziło do osłabienia zamożności mieszkańców – w 1716 roku około 50 domostw w Żywcu było pustostanami. W 1711 r. od uderzenia pioruna spłonął kościół parafialny nieopodal Rynku. W 1721 r. wybuchł kolejny pożar, który strawił znaczną część budowli znajdujących się przy placu, wraz z drewnianą dzwonnicą. Odbudowano ją tym razem z kamienia i w takiej formie zachowała się ona do dziś. Dalsze pożary wybuchały na Rynku m.in. w 1830 i 1857 roku. W 1782 r. w domu Mikuszewskich na Rynku zatrzymał się przejeżdżający przez Żywiec cesarz Józef II. Rynek w Żywcu w początku XIX wieku opisuje podróżujący przez miasto Ludwik de Leveaux: 

Wąska ulica, z niskich drewnianych domów złożona, prowadziła do błotnistego i garbatego rynku domami drewnianemi z podsieniami (oprócz trzech kamieniczek) złożonego.

 Sytuację mieszkańców utrudniały dodatkowo przemarsze wojsk przez miasto oraz katastrofy naturalne. W 1813 r. Żywiec nawiedziła powódź tak gwałtowna, że po Rynku przemieszczano się łodziami. Mimo tego pod panowaniem austriackim Rynek w Żywcu stopniowo odbudował się i rozwinął, o czym świadczy opis pozostawiony przez turystę odwiedzającego miasto około 1840r.: 

Zewnętrzność Żywca nader jest przyjemna i czyste domy mile witają podróżnego. Na czworograniastym, obszernym rynku, gdzie sklepy dosyć zamożne i liczne znaki rzemieślników, odbywają się znaczne targi na zboże i wyroby góralskie(...).

Druga połowa XIX w. to okres stopniowego upowszechnienia nowoczesnej, kamiennej zabudowy Rynku – proces ten nabrał tempa zwłaszcza po pożarze z 1857 r., w którym spłonęła znaczna część starych, drewnianych domów. W tymże wieku także na Rynku zakładają swoje siedziby najważniejsze instytucje państwowe, takie jak Rada Miejska, która w 1868 r. wprowadziła się do nowo wybudowanego Magistratu, Starostwo Powiatowe czy urząd podatkowy.

### XX wiek

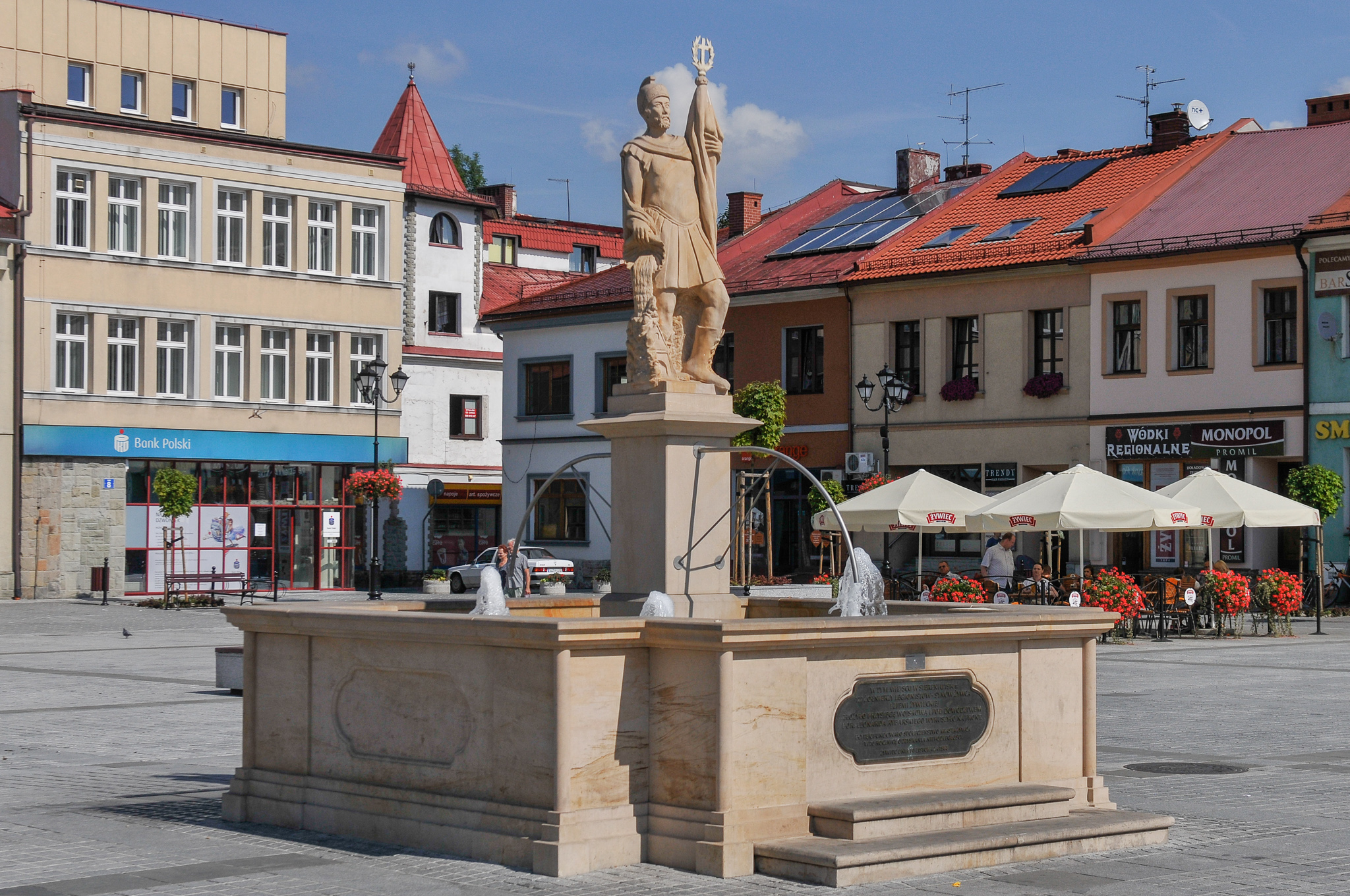
Figura św. Floriana, zburzona podczas okupacji, odbudowana po wojnie

Po wybuchu Wielkiej Wojny w 1914 r. z Rynku wyrusza ok. 700-osobowy oddział ochotników do walki na froncie wschodnim. W okresie wojny na terenie Rynku ma miejsce wiele ważnych politycznie wydarzeń z dziejów Żywca, takich jak ogłoszenie Dekretu dwóch cesarzy w 1916 r. czy wielki protest Polaków przeciw zaborcy z lutego 1918 r.
W 1938 r. Rynek oficjalnie przemianowano na Plac Marszałka Józefa Piłsudskiego. 4 września 1939 r. Żywiec zajęły wojska niemieckie. Za okupacji hitlerowskiej w dokumentach i kartografii używano niemieckiego wariantu nazwy Ringplatz. W budynku Magistratu ulokowano sąd okupacyjny, a większość mieszkańców Rynku wysiedlono, zajęte budynki oddając niemieckim urzędnikom. Niemcy zniszczyli także stojący na Rynku od XIX wieku posąg św. Floriana. Od stycznia do kwietnia 1945 Żywiec znajdował się na linii frontu wojennego, a naloty radzieckie uszkodziły w tym czasie kilka budynków przy Rynku. W czasach PRL-u Rynek funkcjonował pod nazwą Plac Zjednoczenia, z której w czasach III RP zrezygnowano i powrócono do tradycyjnej nazwy Rynek. W 1967 r. dokonano gruntownej renowacji płyty Rynku, którą przy okazji obniżono o ok. 40 cm. 22 maja 1995 r. na Rynku w Żywcu odbyło się spotkanie mieszkańców z Janem Pawłem II.

## Zabytki
O ile sam Rynek nie jest wpisany do Rejestru zabytków jako osobny obiekt zabytkowy, to stanowi on część zabytkowego układu urbanistycznego Żywca i z tego względu podlega ochronie. Dodatkowo na Rynku znajdują się 23 budynki wpisane do rejestru zabytków:
| obiekt                           | nr. rej.                                                | data rejestracji |
| -------------------------------- | ------------------------------------------------------- | ---------------- |
| dom, Rynek 1                     | A-551/88                                                | 22.08.1988       |
| magistrat, Rynek 2               | A-550/88                                                | 18.04.1988       |
| kamienica, Rynek 3               | A-552/8                                                 | 22.08.1988       |
| kamienica, Rynek 4               | A-553/91                                                | 1.07.1991        |
| kamienica, Rynek 5               | A-554/91                                                | 1.07.1991        |
| kamienica, Rynek 6               | A-555/91                                                | 1.07.1991        |
| kamienica, Rynek 7               | A-564                                                   | 28.04.1988       |
| kamienica, Rynek 9               | A-570                                                   | 28.04.1988       |
| kamienica, Rynek 10              | A-562                                                   | 1.07.1991        |
| kamienica, Rynek 11              | A-571/88                                                | 28.04.1988       |
| kamienica, Rynek 12              | A-561/89                                                | 18.09.1989       |
| dom, Rynek 13                    | A-556/88                                                | 28.12.1988       |
| dom, Rynek 14                    | A-563/89                                                | 30.01.1989       |
| kamienica, Rynek 15              | A-574                                                   | 22.04.1988       |
| kamienica, Rynek 16              | A/1098/22 (woj. śląskie) A-569/88 (dawne woj. bielskie) | 26.04.1988       |
| kamienica, Rynek 17              | A/1096/22 (woj. śląskie) A-565/88 (dawne woj. bielskie) | 22.12.1988       |
| kamienica, Rynek 18              | A-558/91                                                | 1.07.1991        |
| kamienica, Rynek 19              | A-559/88                                                | 28.12.1988       |
| kamienica, Rynek 19/Kościuszki 2 | A-573/91                                                | 1.07.1991        |
| kamienica, Rynek 20              | A-560/88                                                | 22.12.1988       |
| kamienica, Rynek 21              | A/1585/25 (woj. śląskie) A-568/88 (dawne woj. bielskie) | 31.08.1988       |
| dom, Rynek 22                    | A/1584/25 (woj. śląskie) A-557/91 (dawne woj. bielskie) | 1.07.1991        |
| kamienica, Rynek 23              | A-566/91                                                | 1.07.1991        |

Dodatkowo w sąsiedztwie Rynku znajdują się m.in. zabytkowe konkatedra oraz dzwonnica.